# Kingsport 100 1970
Kingsport 100 1970 var ett stockcarlopp ingående i Nascar Grand National Series (nuvarande Nascar Cup Series) som kördes 26 juni 1970 på den 0,337 mile (542,348 m) långa ovalbanan Kingsport Speedway, i Kingsport i Tennessee. Totalt avverkades 100,089 miles (161,078. km) fördelat på 297 varv. Banunderlaget var asfalt. Loppet vanns av Richard Petty i en Plymouth på tiden 1:46.26 körande för Petty Enterprises. Pettys snitthastighet uppgick till 68,583 mph. Han var vid målgång ensam förare på ledarvarvet, två varv före tvåan James Hylton. Det var Pettys 107:e vinst av totalt 200 i karriären. Prispotten uppgick till 7 675 dollar, varav 1 500 dollar gick till segraren.

## Resultat
| Plc     | Nr | Förare            | Team/ bilägare            | Konstruktör | Start | Varv | Ledda varv |
| ------- | -- | ----------------- | ------------------------- | ----------- | ----- | ---- | ---------- |
| 1       | 43 | Richard Petty     | Petty Enterprises         | Plymouth    | 1     | 297  | 263        |
| 2       | 48 | James Hylton      | Hylton Engineering        | Ford        | 7     | 295  | 0          |
| 3       | 30 | Dave Marcis       | Marcis Auto Racing        | Dodge       | 5     | 293  | 0          |
| 4       | 22 | Bobby Allison     | Bobby Allison Motorsports | Dodge       | 4     | 292  | 0          |
| 5       | 06 | Neil Castles      | Neil Castles              | Dodge       | 2     | 292  | 0          |
| 6       | 34 | Wendell Scott     | Scott Racing              | Ford        | 13    | 283  | 0          |
| 7       | 70 | J.D. McDuffie     | McDuffie Racing           | Buick       | 16    | 276  | 0          |
| 8       | 71 | Bobby Isaac       | K&K Insurance Racing      | Dodge       | 3     | 271  | 34         |
| 9       | 76 | Ben Arnold        | Arnold Racing             | Ford        | 17    | 260  | 0          |
| 10      | 25 | Jabe Thomas       | Robertson Racing          | Plymouth    | 19    | 248  | 0          |
| 11      | 64 | Elmo Langley      | Langley-Woodfield Racing  | Ford        | 11    | 229  | 0          |
| 12      | 24 | Cecil Gordon      | Gordon Racing             | Ford        | 9     | 217  | 0          |
| 13      | 72 | Benny Parsons     | DeWitt Racing             | Ford        | 6     | 195  | 0          |
| 14      | 10 | Bill Champion     | Champion Racing           | Ford        | 12    | 154  | 0          |
| 15      | 2  | Charlie Glotzbach | Robertson Racing          | Plymouth    | 8     | 91   | 0          |
| 16      | 79 | Frank Warren      | Warren Racing             | Plymouth    | 20    | 33   | 0          |
| 17      | 19 | Lee Gordon        | Gray Racing               | Ford        | 21    | 26   | 0          |
| 18      | 57 | Johnny Halford    | Ervin Pruitt              | Dodge       | 22    | 21   | 0          |
| 19      | 26 | Earl Brooks       | Brooks Racing             | Ford        | 10    | 13   | 0          |
| 20      | 47 | Raymond Williams  | Seifert Racing            | Ford        | 14    | 5    | 0          |
| 21      | 45 | Bill Seifert      | Seifert Racing            | Ford        | 15    | 5    | 0          |
| 22      | 74 | Bill Shirey       | Bill Shirey               | Plymouth    | 18    | 5    | 0          |
| Källor: |    |                   |                           |             |       |      |            |